# Laudo Hayes

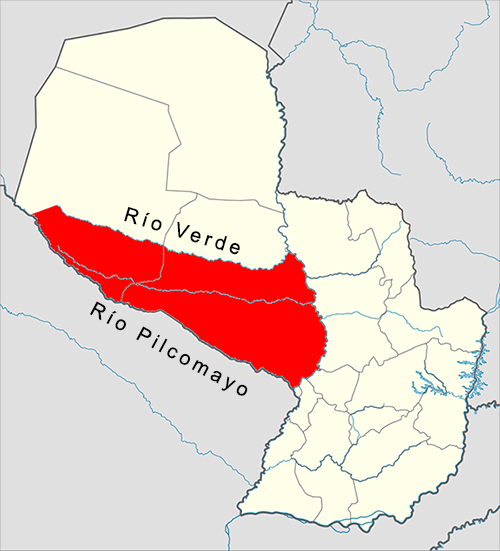
Em vermelho o território em disputa entre Argentina e Paraguai, posteriormente concedido ao Paraguai.

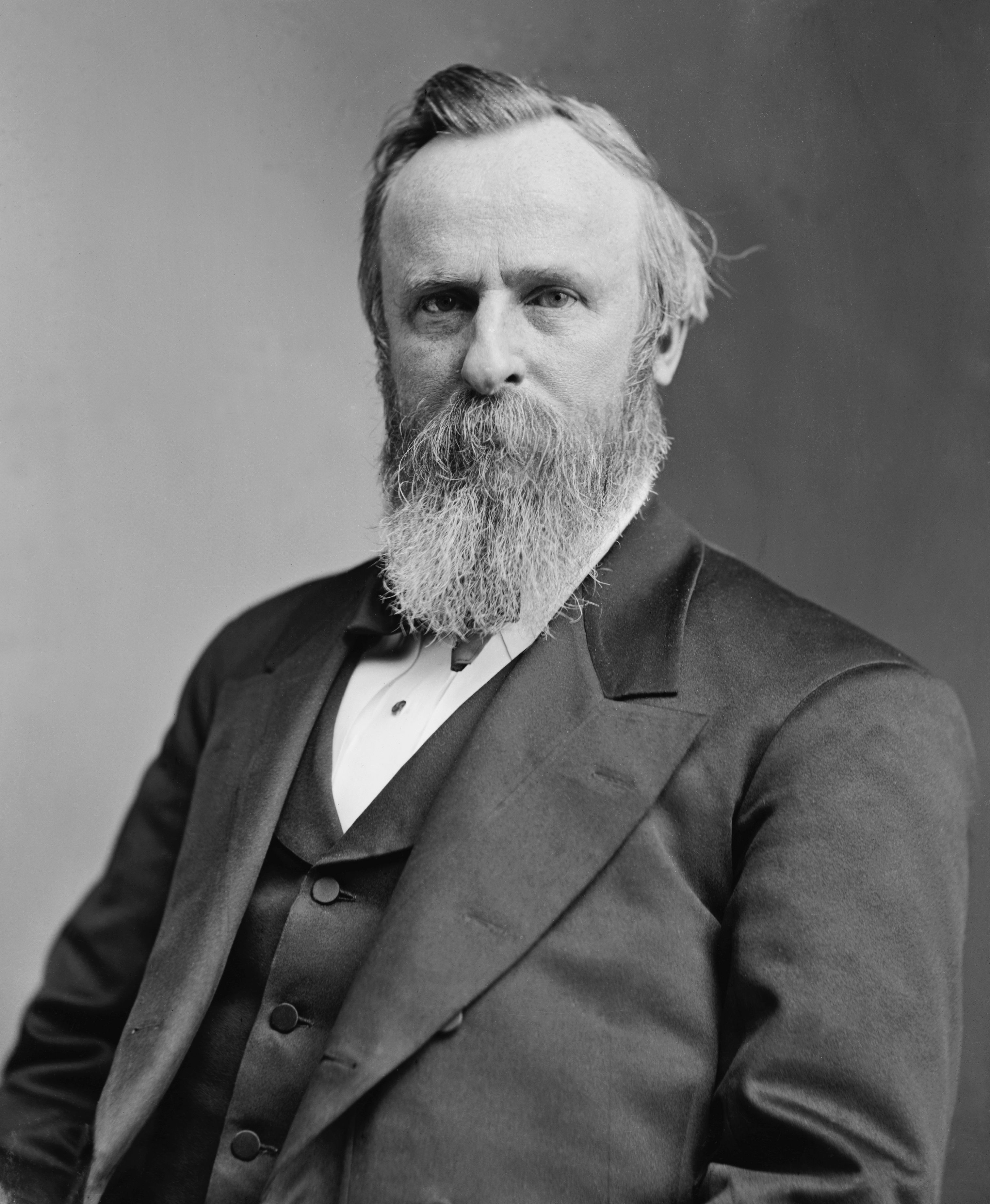
Rutherford B. Hayes.

O Laudo Hayes refere-se a sentença arbitral do presidente dos Estados Unidos, Rutherford B. Hayes, sobre a região do Chaco Boreal delimitada pelos rios Paraguai, Pilcomayo e Verde, que foi proferida em 12 de novembro de 1878 e resolveu a disputa de fronteira entre Argentina e Paraguai ocorrida logo após a Guerra da Tríplice Aliança. O laudo concedeu ao Paraguai toda a área arbitrada e possuía um caráter inapelável, sendo aceito por ambos os países, com a Argentina entregando a Villa Ocidental ao Paraguai em 14 de maio de 1879.
Posteriormente, o Congresso paraguaio aprovou uma lei criando o Departamento Occidental no território no Chaco e renomeando Villa Ocidental como Villa Hayes. O departamento seria mais tarde chamado de Presidente Hayes, em homenagem ao árbitro que decidiu a favor do Paraguai.